# Vivian Campbell
Vivian Campbell (születési nevén Vivian Patrick Campbell; Belfast, County Antrim, 1962. augusztus 25. –) északír gitáros, dalszerző, aki a Dio és a Def Leppard zenekarok révén ismert. Pályafutását a New wave of British heavy metal hullám kibontakozásához köthető ír Sweet Savage együttesben kezdte, majd 1983-ban felkérte Ronnie James Dio, hogy csatlakozzon az alakulófélben lévő szólózenekarához. Az első három albumon (Holy Diver, The Last in Line, és Sacred Heart) nyújtott teljesítménye alapján a korszak egyik ünnepelt gitárvirtuóza lett, de 1986-ban személyes nézeteltérések miatt mégis távozott a zenekarból. Ezt követően részt vett a Hear ’n Aid projektben, majd rövid ideig dolgozott a Whitesnake és Lou Gramm számára is.
Az 1990-es évek elején a Riverdogs és a Shadow King együttesek tagja lett, majd 1992-ben az elhunyt Steve Clark utódja lett a Def Leppardban. Azóta az együttes stabil tagja, de mellette más zenei kalandozásokban is részt szokott venni. 2005-ben kiadta a Two Sides of If című szólólemezét, kisegítette a Thin Lizzy-t pár koncert erejéig, de régi Dio-beli zenésztársaival a Last in Line együttest is megalapította 2012-ben.

## Pályafutása

### Ifjúkora, Sweet Savage (1977–1982)
Campbell 12 évesen kezdett el gitározni egy Telecaster Thinline hangszeren és Carlsbro Stingray erősítőn. Két legnagyobb bálványa a szintén ír származású Rory Gallagher és Gary Moore voltak. Első albuma Gallagher 1972-ben kiadott Live in Europe című koncertfelvétele volt, míg első koncertje szintén egy Gallagher előadás. Nem sokkal később fedezte fel Gary Moore játékát, aki elmondása szerint „csont nélkül a legnagyobb befolyással bírt a játékomra. Lenyűgözött a szenvedélyessége és a páratlan technikai felkészültsége, rajongtam minden megmozdulásáért. Hihetetlenül sokoldalú zenész volt.” 15 évesen csatlakozott a Teaser formációhoz, majd rövid idő múlva a Sweet Savage gitárosaként folytatta a zenélést. Az 1979-ben alakult zenekar hard rock hatásokat sem nélkülöző heavy metalt játszott, nagyrészt az akkoriban kibontakozó New wave of British heavy metal hullám hatására.
A zenekar híre gyorsan terjedt underground körökben, így felléphettek a Wishbone Ash, a Thin Lizzy, a Motörhead és Ozzy Osbourne zenekara előtt  is. Első kislemezük 1981-ben jött ki a Park Records kiadásában, Take No Prisoners címmel 1000 példányszámban. Ezt egy 4 tételből álló, a BBC számára rögzített felvétel követte a Demo 81. A Sweet Savage nem jutott el nagylemez kiadásáig, hivatalosan csak 1996-ban Killing Time  címmel jelent meg az első albumuk. Az együttes kultikus státuszának kialakulásában minden bizonnyal nagy szerepet játszott, hogy a Metallica feldolgozta a Killing Time című dalukat, amely a The Unforgiven kislemez B-oldalán jelent meg, de felkerült a Garage Inc. feldolgozás anyagukra is. Campbell 1983-ban elhagyta a zenekart, miután egy sorsfordító ajánlatot kapott.

### Dio évek (1983–1986)
1983-ban a Rainbow és a Black Sabbath korábbi énekese Ronnie James Dio új együttest (Dio) szervezett maga köré, és már csak egy gitárosra volt szüksége. Dobosnak hozta magával a Sabbath soraiból Vinny Appice-t, míg a basszusgitáros a korábbi Rainbow-os társa Jimmy Bain lett. A formálodó együttes első gitárosa Jake E. Lee lett, de ő 1982 decemberében kilépett, hogy Ozzy Osbourne tragikusan elhunyt gitárosának Randy Rhoads-nak a helyébe lépjen. Bain javaslatára két jelölt is szóba jöhetett, John Sykes illetve Campbell. Később így emlékezett vissza: „Nekem két fickó neve is beugrott. Az egyik John Sykes volt, a másik pedig egy ír gitáros, aki a Sweet Savage nevű bandájával játszott az akkori csapatom, a Wild Horses előtt. Vivian Campbell akkor még csak 20 éves volt, és ugyan nem láttam őket a színpadon, de mindenki azt mondta utóbb, hogy a srác baromi tehetséges. Le is hívtuk egy próbahelyre, és négyesben elkezdtünk muzsikálni. Színtiszta mágia volt.” Campbell visszaemlékezései szerint „éjszaka közepe volt és az apám azzal ébresztett fel, hogy valami részeg skót van a telefonnál és velem akar beszélni. Amint megtudtam, hogy miről van szó, azonnal igent mondtam. Ugyan a Sweet Savage kezdett jobban beindulni, de imádtam a Rainbowt és a Dio-féle Sabbathot. Az Ozzys Sabbathért nem voltam oda, de a Heaven and Hell lemezt rojtosra hallgattam. Apám rendes volt, kifizette a repülőjegyem árát, így már másnap elrepültem Belfastból Londonba.”
Elsőként a Holy Diver dalra kezdtek el jammelni, mely során Campbell igyekezett bemutatni az összes létező trükkjét, hogy megnyerő benyomást keltsen. Amikor ezekből kifogyott már csak az alaptémákat kezdte el játszani, és a zenélésről felvételt is rögzítettek. Campbell szerint „együtt hallgattuk vissza, és Ronnie megmutatta, hogy melyik résznél döntötte el, hogy én leszek a gitáros. Annál, amikor leálltam a villantásokkal, amikor kifogytam az ötletekből.” Miután Campbell csatlakozott a zenekarhoz, nekiálltak felvenni első albumukat, amelynek munkálatai kreatív légkörben és gördülékenyen haladtak. A kilenc dalból ötben van feltüntetve szerzőként Campbell, a többi már csatlakozása előtt alakot öltött. Az album Holy Diver címmel jelent meg 1983. május 25-én, és kereskedelmileg valamint kritikailag is nagyon jól szerepelt. Az anyagon a Rainbow dallamvilága keveredett a Black Sabbath keménységével, és mindez egy naprakész és friss albumot eredményezett, amelyben Campbell hangzása és stílusa is fontos tényezőt jelentett. A Holy Diver visszatekintő recenziói szerint az album a heavy metal történetének egyik klasszikus kiadványa, amelyet azóta is generációk fedeznek fel maguknak. Megjelenése utáni időszakában – főleg Amerikában – egy újabb, fiatalabb közönségréteggel ismertette meg az énekes nevét, míg Campbellt dallamos és virtuóz játéka révén, generációjának egyik legtehetségesebb európai gitárosaként kezdték emlegetni. A lemez kiadását folyamatos turnézás követte, melynek során Európában a 4. Monsters Of Rock fesztiválon mutatkoztak be. Az együttes sikerét jól jelezte, hogy a főattrakcióként fellépő Whitesnake előtt léptek fel. A fesztivál 1984-ben már több országot is érintett, és a németországi  (Nurnburg), illetve a svájci koncerteken szintén fellépett a Dio zenekar, az angolon viszont nem.
1984. július 2-án megjelent az együttes második lemeze The Last in Line címmel, amely a legtöbb kritika szerint szinten tudta tartani az elődje által elvárt magas minőséget. Az anyagon olyan népszerű, a rádiók által is előszeretettel leforgatott dalok kaptak helyet, mint a We Rock, a The Last in Line vagy a Mystery. Az album két hónap alatt aranylemez lett az Egyesült Államokban és ekkorra már a Holy Diver is elérte ezt a státuszt. Pár évvel később mind a kettő platinalemez minősítést szerzett. A The Last in Line turnéján a drága fény és pirotechnikai elemek mellett, egy várkastély és egy hidraulikus sárkány is az előadások része lett, ezáltal a korszak egyik leglátványosabb koncertattrakciójának számított a zenekar. A turnéról A Special from the Spectrum címmel egy koncertvideót is megörökítettek. 1985 augusztusában Sacred Heart címmel adták ki a harmadik lemezüket, ez azonban már nem tudta megismételni két elődjének a sikereit. Amerikában már csak az aranylemez fokozatot érte el, és sokak szerint az album erős szintet képvisel, de az első kettő színvonalát nem éri el. Két legismertebb szerzeménye a kislemezen is megjelent Rock ’n’ Roll Children és a Hungry for Heaven. Utóbbi az 1985-ben megjelent Vision Quest című filmben is elhangzott. Ezt követően a Vasmadarak című akciófilm filmzenealbumára írtak egy dalt, amely Hide in the Rainbow címmel jelent meg a kiadványon. Ez volt az utolsó szerzemény Campbell számára, amit a Dio tagjaként írt. 1986 júniusában még megjelent egy koncertfelvételt tartalmazó EP az Intermission, amelynek hanganyaga 1985-ben készült Campbell játékával. Kilépése után Craig Goldy lépett a helyére, akivel újravették a koncertanyag  ritmusgitárjait, valamint a Time to Burn dalban teljes egészében bemutatkozott.
1986-os kilépésének hátterében több tényező is közrejátszott. Egyrészt az együttes új zenei irányba kívánt elindulni, ami nem tetszett neki, de leginkább az üzleti dolgokban nem tudott egyezségre jutni az énekessel. Ronnie James Dio felesége, és a Dio zenekar menedzsere, Wendy Dio szerint Campbell ugyanannyi pénzt akart, mint az énekes, holott Dio szólószerződést kötött a kiadóval. Campbell, valamint Appice és Bain is úgy érezték, hogy csak bérzenészek az énekes mögött, aminek gyakran hangot is adtak. Campbell állítása szerint a dalokat közösen írták, de az albumborítókon ez nem mindig volt feltüntetve. Egy később adott interjú során Campbell elismerte, hogy a kiadó szerződése csak az énekes nevére szólt, viszont elmondása szerint megegyeztek az énekessel, hogy a harmadik lemeztől már "mindenki egyenlő lesz". Az igazi feszültség Campbell és Wendy Dio között zajlott, ahogy Campbell elmondta egy 2016-os interjúban: ”Azt még megértem, hogy Ronnie érdekeit képviselte, csakhogy volt egy korábbi megállapodásunk. Köztem és Wendy között fokozatosan elmérgesedett a viszony. Ő hálátlan szemétládának tartott, aki csak több pénzt akar, én viszont csak a korrektséget vártam el tőle. Illetve egy idő után Ronnie-tól is, ő ugyanis egy idő után nem akart állást foglalni ebben a vitás kérdésben. Pedig csak annyit kellett volna mondania, hogy „Wendy tényleg megígértem a srácoknak ezt a dolgot, alakítsuk át a szerződést!” De nem tette meg. Távozásának oka elsősorban a megbecsülés és a tisztelet hiánya miatt történt, de az anyagi juttatások elmaradása is rosszul esett a zenészeknek. ”Dalszerzőként semmit sem kaptunk, a póló és egyéb mörcs-cuccok eladásából egy fillért sem láttunk. De aláhúznám, hogy ha nem hangzik el az ígéret Ronnie szájából, akkor egy szavam sem lett volna. Akkor elfogadtam volna, hogy zöldfülű voltam, és a profik megpörgettek.” A Sacred Heart album készítése közben már olyan rossz volt a hangulat, hogy a zenészek csak a stúdióban találkoztak egymással. Kilépése utáni időszakokban a két fél gyakran nyilatkozott egymásról nyomdafestéket nem tűrő hangnemben. Dio egy dedikálás alkalmával "egy "darab szarnak", "kibaszott seggfejnek" nevezte Campbell-t és hozzátette, hogy remélem kibaszottul meghal. Campbell válaszként annyit fűzött hozzá, hogy ”Ronnie-nak éjről-éjre (buliról-bulira) a pénz volt a lényeg és hogy miként juthat hozzá! Igaz, hihetetlenül nagy hang, arról nem is beszélve, hogy szinte a bensőjéből fakad az a különleges világ – "várak, sárkányok, szivárvány és a törpék" -, mely a mesékbe kalauzol, de borzasztó üzletember! Csak az a fontos számára, hogy miként mehet tovább, Ő az egyik leggyarlóbb ember ebben a "vállalkozásban"!” Campbell később kijelentette, hogy sajnálatát fejezi ki ennek az állításának. Erre reagálva Dio a Hit Parader egyik cikkében a legjobbakat kívánta Campbellnek.
Campbell távozása után a Dio együttes legtermékenyebb és legsikeresebb korszaka végleg befejeződött, és a legtöbb vélemény szerint a későbbi albumok már nem tudták megismételni az első három (de leginkább kettő) magas színvonalát. Kilépése után Campbell is részt vett a számtalan ismert hard rock/heavy metal zenészt felsorakoztató Hear ’n Aid projekthez, amely az Afrikában dúló éhínség megfékezése érdekében jött létre.

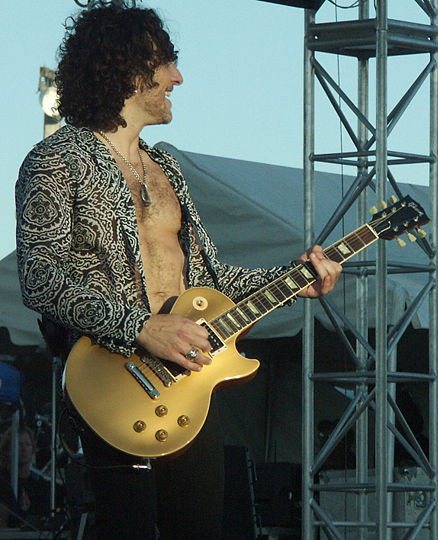
Vivian Campbell 21 évesen, 1983-ban világszerte ünnepelt gitárhőssé vált, miután csodagyerekként tűnt fel Ronnie James Dio oldalán

### Whitesnake, Lou Gramm, Riverdogs, Shadow King (1987–1991)
1987-ben Campbell csatlakozott a brit Whitesnake együtteshez. Elődje John Sykes volt, akit az 1987 album kiadása után a többi zenésztársával együtt kirúgott az énekes David Coverdale. Az együttes vezére új társak után nézett és Vivian Campbellt szerződtette le a csapat turnéfelállásába. 1988 februárjában a Give Me All Your Love kislemezen is megjelent, amelynek újrakevert verziójában Sykes helyett már Campbell játszotta a gitárszólót. 1987 és 88 folyamán a Whitesnake világ körüli turnéján szerepelt, ahol a társa volt Adrian Vandenberg gitáros, Tommy Aldridge dobos (korábban Ozzy Osbourne és a Black Oak Arkansas révén lett ismert), valamint Rudy Sarzo basszusgitáros, aki szintén Osbourne és a Quiet Riot révén szerzett magának hírnevet. Az 1987 album az évtized egyik legnagyobb példányszámban eladott rocklemeze lett, így a turnét bőséges MTV-szereplés és teltházas arénakoncertek kísérték. Ennek ellenére a csillogó glam öltözékbe felruházott Campbell, 1988 végén zenei nézetkülönbségekre hivatkozva otthagyta a zenekart. Döntésében az is szerepet játszott, hogy Coverdale-lel és a menedzsmenttel egyaránt akadtak vitái, de gitárostársa, Vandenberg is riválist látott benne.
1989-ben a Foreigner énekesének Lou Gramm-nek a második szólóalbumán a Long Hard Look egyes dalaiban tünt fel gitárjátékával. Gramm turnéra is indult az anyaggal, de Campbell nem tartott vele. Helyette az újonnan alakult Riverdogs együtteshez csatlakozott. A zenekar blues alapú hard rock zenéje elnyerte tetszését, ennek is nagy szerepe volt abban, hogy kilépett a Whitesnake-ből. Hivatalosan az első demójuk elkészítése után (aminek a producere volt), 1990-ben csatlakozott az együtteshez. Vélhetően Campbell hírnevének köszönhetően az Epic szerződtette a zenekart, és 1990-ben megjelent a Riverdogs album. A lemez irónikus módon közel áll a Whitesnake világához, olyan további együttesek hatását is megidézve, mint a Badlands vagy a Blue Murder. Amiben különbözött az akkori korszellemtől, hogy sok rajta az akusztikus jellegű téma, valamint a mondanivalója is társadalmi problémákat feszeget, az egyén belső vívódásai mellett. A szakma részéről az anyag megkapta az elismerést, jól példázza ezt az is, hogy Campbell általa az egyik vezető gitármagazin a Guitar For The Practicing Musician címlapjára került Eric Clapton és Eddie Van Halen társaságában. Kereskedelmi szempontból viszont hatalmas bukás lett, vélhetőleg ezért Campbell távozott a zenekarból. 1991-ben ismét Lou Gramm társaságában kezdett el zenélni. Shadow King néven új zenekart alakítottak, amelynek további tagjai Kevin Valentine dobos és Bruce Turgon basszusgitáros lett. Gramm eredeti elképzelése egy súlyos blues anyag elkészítése volt, amely hasonló stílusú lett volna, mint a Free 1970-es évek elején készült munkái. A felvételek azonban csak lassan haladtak, mivel Gramm válása és drogproblémái hátráltatták a munkát. Campbell szerint éppen csak elkezdtük a dalszerzést és a demózást, amikor Lou hetekre eltűnt szem elől, senki nem tudta, hol is van. Alig tett hozzá valamit a projekthez, és így gyakorlatilag a basszusgitáros és fő dalszerző, Bruce Turgon kezébe került az irányítás. Bruce elképzelései homlokegyenest mást mutattak, mint amiről korábban beszéltünk, és amit meg szerettem volna valósítani az anyagon. A Shadow King lemeznek köze nem lett a blueshoz. Ha előre tudtam volna, hogy így alakul, biztosan kihátráltam volna a projektből. A Shadow King című lemezt Keith Olsen producer munkájával az Atlantic dobta piacra. Az album kiadása után egy videoklipp és egy koncert után Campbell elhagyta a  zenekart. Távozása után feloszlott az együttes, miután Gramm és Turgon visszatért eredeti zenekarába a Foreigner-be. A Shadow King egyetlen albuma kultikus tiszteletnek örvend, sok kritikus szerint az egyik legjobb AOR albumot készítették el.

### Csatlakozás a Def Leppardhoz (1992–napjainkig)
1992-ben csatlakozott a Def Leppard brit rockegyütteshez, ahol az 1991. január 8-án meghalt Steve Clark utódja lett. Belépésekor a zenekar az Adrenalize album turnéja előtt állt. Első koncertje az együttessel egy bemelegítő koncert volt, Dublin egyik 600 fő befogadóképességű klubjában. Phil Collen gitáros szerint Campbell természetesen tudta betölteni a pozíciót, aminek elsődleges oka az volt, hogy csak önmagát adta. Széles körű debütálása a Def Leppard tagjaként a dublini fellépés után egy héttel a Freddie Mercury emlékkoncerten történt 1992. április 20-án. Eljátszották az Animal, és a Let's Get Rocked slágereiket, majd Brian May csatlakozásával a Queen klasszikusa a Now I’m Here került terítékre. A zenekar későbbi elmondása szerint a rangos eseményen még meglehetősen rozsdás formát mutattak, és soha korábban nem játszottak még olyan rosszul, mint aznap. Az Adrenalize megjelenésekor már a grunge, majd később az alternatív rock hullám lett a divatos mainstream áramlat, a lemez ennek ellenére megőrízte az együttes szupersztár pozicióját, és a turné is rendkívül sikeresen zajlott. Campbell első stúdióalbuma az együttessel az 1996-ban megjelent Slang lett, ami radikális elfordulást jelentett a korábbi irányhoz viszonyítva. A sötét tónusú grunge hatásokat is felvonultató alternatív rocklemez megtörte a sikerszériát, és kereskedelmi valamint kritikai szempontból is langyos fogadtatásra talált.  Campbell elmondása alapján „a Slang készítésekor, már nagyon furcsa idők jártak. Nem is igazán tudtuk, mit csináljunk, vagy mit csinálhatunk. Egy dolog tűnt csak biztosnak: hogy a lemez nem lehet igazán Def Leppard-ízű, mert keresztre feszítenek, ha egy hatalmas harmóniavokálokkal teli, dús hangzású albumot készítünk. Emellett akkoriban jutottunk el magánéletileg is oda, hogy mindenkit elkezdtek foglalkoztatni a felnőttkor tényleges problémái: a halálesetek, a válások...Én egyébként a mai napig szeretem azt a sötétebb lemezt, legyen szó a hangzásáról, a technológiai megoldásokról vagy bármiről.
Következő albumuk az 1999-ben kiadott Euphoria lett, amellyel visszatértek klasszikus hangzásvilágukhoz de a 80-as évekbeli pozíciójukat már nem tudták megismételni. Annak ellenére sem, hogy az azóta kiadott stúdióalbumaik többsége kedvező kritikákat kapott, és ma is megtöltik az arénákat, mint "régi sztárzenekar". Campbell-t sokszor érik vádak, hogy csak a pénz miatt tagja az együttesnek, mivel szerepe a Def Leppardban csak a másodgitárosi pozíciót jelenti. Ezzel ő is tisztában van, miként egy interjúban úgy fogalmazott, hogy a Def Leppardban betöltött szerepem nem tartogat különösebb kihívásokat számomra a gitárt illetően. Énekesként és dalszerzőként sokkal inkább mozgat az a csapat, ami nem csoda, hiszen a Def Leppard mindig énekcentrikus zenekar volt, gitározni viszont nem kifejezetten izgalmas azokat a dalokat. Ezért időközben olyan zenei projekteket is elvállal, ahol jobban kamatoztathatja szólógitárosi ambícióit. 1998-ban szerepelt a Clock alkalmi formáció Through Time kiadványán, majd 2005-ben első szólóalbumát is kiadta Two Sides of If címmel. Az album producere Tor Hyams volt, zeneileg pedig legfőképpen blues örökzöldek feldolgozását tartalmazta. Fiatalkori hatásainak (Rory Gallagher, Gary Moore) a bálványait kezdte el tanulmányozni, így kerültek fel az albumra Muddy Waters vagy éppen Peter Green szerzemények. Campbell egy évet annak szentelt, hogy leásson a blues gyökeréig, ezért a régi előadok mellett Los Angelesben látogatott blues koncerteket, vagy éppen blues muzsikusokkal jammelt véletlenszerűen. Szólólemezén Terry Bozzio dobolt, de vendégként a ZZ Top gitárosa Billy Gibbons, valamint Joan Osborne énekesnő is feltűnt. 2010 és 2011 elején a Def Leppard szüneteltette tevékenységét, ezért elvállalta, hogy pár fellépés erejéig csatlakozik kedvenc zenekarához a Thin Lizzy-hez. A koncertek hatására kedve támadt nyersebb és keményebb formában zenélni, és újra felfedezte az affinitását a szólógitár irányába. Ahogy Scott Gorham és Brian Downey társaságában játszottam ezeket a legendás dalokat, totálisan rákattantam a hangszerre. Úgy mentem haza a turnéról, hogy tele voltam inspirációval, és semmi mást nem akartam csak játszani, egyre többet és többet!
A Thin Lizzy turné után annyira megjött a kedve, hogy felhívta volt Dio-beli zenésztársait, Jimmy Baint és Vinny Appice-t, hogy újra velük zenéljen együtt. A 27 év után újra együtt zenélő trió kiegészült Andrew Freeman énekessel, és felvették a Last in Line nevet. Időközben a Riverdogs zenekarral is újra társult, egy 2011-ben megjelent World Gone Mad című minialbum erejéig. A Def Leppard sűrű időbeosztása közben ezekre a projektekre is maradt ideje. A Last in Line Heavy Crown címmel, 2016-ban adta ki debütáló albumát, a korai Dio által fémjelzett stílusban, majd Jimmy Bain halála megakasztotta a lendületet. 2017-ben a Riverdogs új stúdióalbumot jelentetett meg California címmel. Az album kiindulópontját az első Riverdogs mű jelentette, amely akkoriban szintén Campbell-el készült. A Last In Line II címmel 2019-ben kiadta második lemezét, amelyen Bain helyett Phil Soussan basszusgitározott, aki korábban szintén megfordult a Dio  zenekarban, de Ozzy Osbourne, Billy Idol vagy Vince Neil oldalán is. Az album a nyilvánvaló Dio hatások mellett már egy hard rockosabb, sajátosabb hangot is képviselt.

## Magánélete

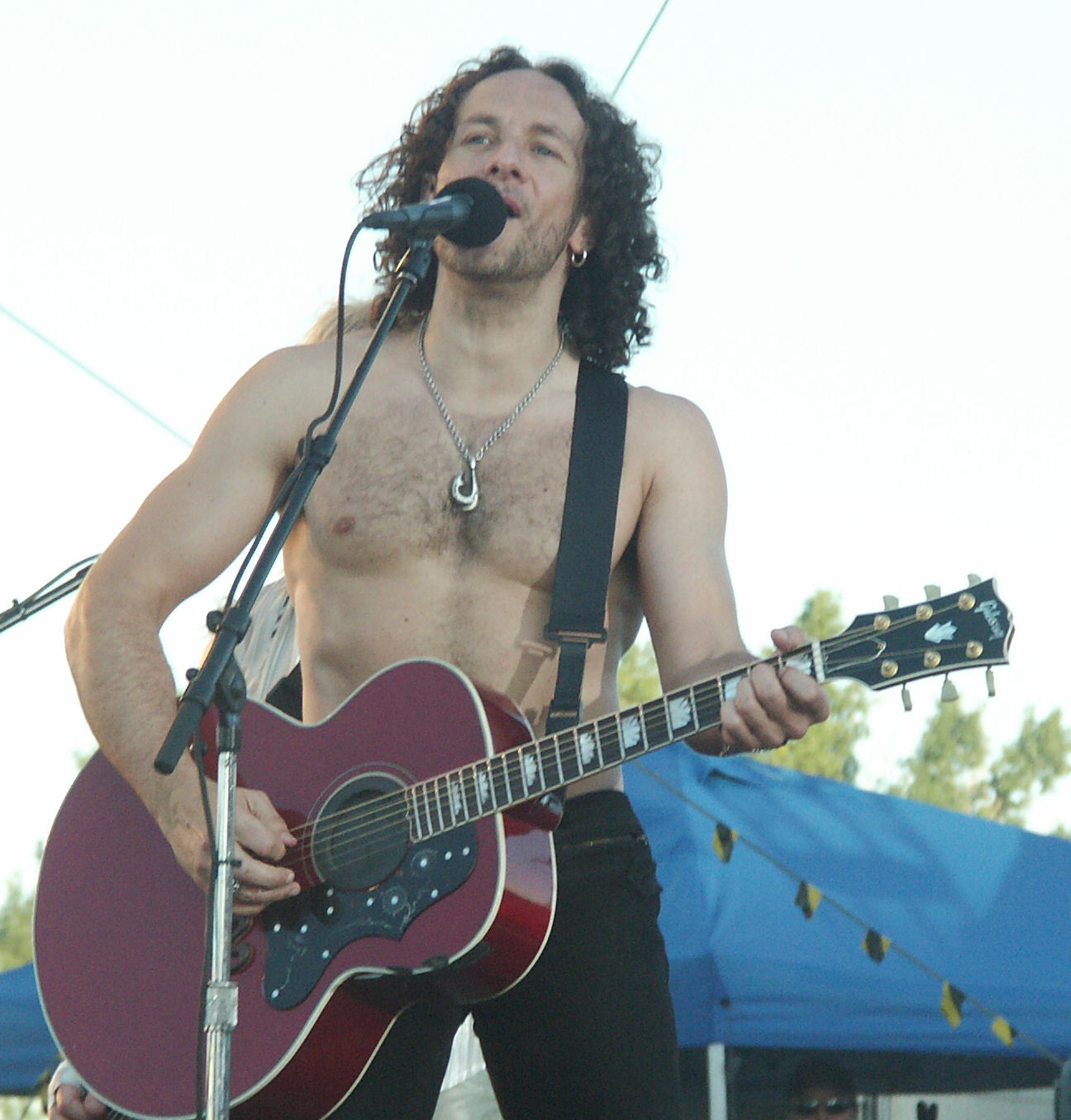
Vivian Campbell 2007-ben egy Def Leppard koncerten

Campbell jelenleg Dél-Kaliforniában él. Két lánya van első feleségétől, Julie Campbelltől, akitől 25 év után, 2012-ben vált el. 2014. július 4-én összeházasodott korábbi barátnőjével Caitlin Phaneuf-fel, aki korábban dolgozott a Def Leppard csapatában és a Steel Panthert is elkísérte az egyik turnéja alkalmával. A válása után nem sokkal Campbell közös felügyeletet szeretett volna kérni a két kislányuk felett, majd olyan hamis pletykák jelentek meg a sajtóban, hogy azt is kérvényezte, ne kelljen asszonytartást fizetnie. Szabadidejében gyakran futballozik a Hollywood United FC csapatában, amelyben leginkább hírességek és egykori profi labdarúgók játszanak. Becslések szerinti vagyona körülbelül 20 millió dollár.
2013. június 10-én kiderült, hogy Hodgkin-kórban szenved. Bár 2013 novemberében bejelentette, hogy teljesen gyógyultnak nyilvánították, de 2014 júniusában kiújult daganatos betegsége. 2014 végén őssejt-terápiát folytatott, és 2015 októberében bejelentette, hogy a rákja még nem szűnt meg teljesen, de rendszeresen végez immunterápiát, és három hetente pembrolizumabbal (monoklonális antitest) kezelik. Betegsége ellenére nem mondott le fellépéseket, mivel úgy fogalmazott, hogy semmi sem lenne rosszabb, mint otthon ülni, és csak a negatív dolgokra koncentrálni. Mindig is szerettem a munkámat, és nagyon szerencsésnek éreztem magam, hogy azt csinálhatom, amit szeretek. A rák és a kemoterápia ellenére én és a mostani aerodinamikus hajviseletem (értsd: nincs hajam) turnéra indulunk a zenekarral, és nem szeretném, ha bárkit is annyira sokkolna az új fizimiskám, hogy visszakéri a belépő árát. Sima gazdasági okokból szólok, tényleg. A családom, a barátaim és a zenésztársaim mind a végsőkig támogatnak, és alig várom a koncerteket. 2015 nyarára rosszabodott állapota, ezért pár koncert erejéig Steve Brown, a Trixter gitárosa helyettesítette a Def Leppard pár koncertje alkalmával.

## Hangszer, felszerelés, stílus
Legkorábbi hatásai Marc Bolan, a Thin Lizzy gitárosai Brian Robertson és Scott Gorham, de mindenekelőtt Rory Gallagher és Gary Moore voltak. Elmondása szerint elsőként Gallagher trükkjeit próbálta leszedni, majd nem sokkal később fedezte fel Moore játékát, aki az elsőszámú példaképe lett. Elmondása szerint sok olyan nagyszerű kvalitásokkal rendelkező gitárost ismerek, akik csak technikailag sajátítottak el bizonyos műfajokat, Gary azonban nem így játszott. Nála minden egyes hang csordultig volt lélekkel és emóciókkal, függetlenül attól, hogy épp milyen műfajban tevékenykedett. Ez a tűz mindig is magával ragadó volt számomra. Fiatalon még Ritchie Blackmore, Michael Schenker és Eddie Van Halen is hatással volt rá, míg érettebb korában Mick Ronson és Jeff Beck munkássága hagyott benne mély nyomokat. Beck-et elképesztő kreativitású zenésznek, és a ma élő legnagyobb gitárosnak nevezte egy interjú során. Első gitárját 12 évesen kapta, ami egy Telecaster Thinline típusú hangszer volt, és egy Carlsbro Stingray erősítőn keresztül szólaltatott meg.
Campbell 1983-ban lett ismert, miután csatlakozott a Dio zenekarhoz. Az első három albumon nyújtott teljesítménye alapján az olyan újgenerációs sztárgitárosok közé sorolták, mint Warren DeMartini, Jake E. Lee, George Lynch, John Norum, John Sykes, Brad Gillis és Jeff Watson, még ha náluk fiatalabb is volt. Pályafutásának korai éveiben kizárólag Gibson Les Paul gitárokat és Marshall JCM800-as erősítőt használt. Először az 1984-es Dio album a The Last in Line felvételeinél kezdett mást is használni, nevezetesen egy, a korszaknak megfelelő tremolókarral felszerelt Charvel modellt. A Dio albumokon hallható gitárhangzása száraz és durva, amiből hiányzott az a meleg tónus, ami a legtöbb kortársánál jelen volt (George Lynch, Warren DeMartini). Ez a csiszolt és vékony hangzás a  The Last in Line lemeznél még jobban jelen lett, ami a Charvel majd a Stratocaster típusú hangszerek használatával magyarázható. A Dio koncerteken boss graphic eq és Boss Overdrive pedálokat használt, amiket sztereó felszerelésén kortársaihoz hasonlóan egyre inkább rackbe szerelt jelfeldolgozási technológiával szólaltatott meg.
Játékstílusa egyszerre volt virtuóz és dallamos, ugyanakkor egyéni jelleggel is rendelkezik. Campbell ismeri az alapokat, de nem tanult, hanem intuitív gitáros, aki legtöbbször a hallására támaszkodik. Jó példa erre, hogy a legkorábbi magazininterjúiban nem tudta megfogalmazni, hogy hogyan alakította ki hangzását a stúdiózás során. A Dio-beli ténykedése során nagy mértékben támaszkodott a stúdiós szakemberek, illetve Ronnie James Dio tanácsaira. A felvételeken hallható "ólomstílusa" agresszív és lángoló, ritmusozása nagyrészt a standard rock/metal gitározásban használatos 5-6 power akkord némi folk akkordokkal kiegészítve. Egyszer megjegyezte, hogy ritmusozáskor a gyűrűs ujját viszonylag keveset szokta használni. Szereti alkalmazni a "kettős leállást", az oktávugrást valamint a string skipping technikát is. Jobbkéz játéka nagyon kemény és vad, ami ugyanúgy Gary Moore hatása, mint a gyakori staccato használat.  Szólói általában összetettek és jól átgondoltak. Gary Moore-hoz hasonlóan gyakran lassan kezdi, majd gyorsítja, amit egy crescendo-ra épít fel. Az egyik legjobb korai példa erre a The Last in Line dal szólója. A Dio-val készített felvételeken Campbell játékának fő ismérvei a gyors, agresszív és fura stílus, ami az 1983-as standardekhez viszonyítva kimondottan modernnek és szokatlannak számított. Érdekesség, hogy vibratot szinte egyáltalán nem alkalmaz, mivel annyira gyorsan lángolt a szólókon keresztül, hogy soha nem adta meg magának annak az esélyét, hogy lélegezzen vagy vibratot iktasson be. Erre a Don't Talk to Strangers jó példa, amiből egyes kritikusok hiányolják a vibratot, de más dalok szólóit is gyakran jellemzik a gyors, ideges, vékony és ellenőrizetlen kifejezésekkel. A Dio korszakban legato-t ritkán alkalmaz, sokkal inkább a "lángoló alternate picker" pengetéstechnikát részesíti előnyben.
1987-ben lett a Whitesnake tagja, ahol alkalmazkodva a zenekar hangzásához jelentős változásokat eszközölt felszerelésében. A Kramer gitárcég piacra dobta a Nightswan modellt, ami tulajdonképpen Campbell szignált modellje volt. A gitár tervezésénél figyelembe vették azokat az elvárásokat, amiket Campbell követelt a Whitesnake zenéjéhez alkalmazkodva. Kialakításakor figyelembe vették, hogy minél gyorsabban lehessen rajta játszani, valamint használatakor Campbell extra vékony húrokat rakott rá. A Nightswan kimondottan kicsi gitár volt, keskeny fogólappal és nagyon rövid menzúrával. Ehhez a hangszerhez egy  csöves Randall erősítőt építettek számára, ami egy tranzisztoros előfokkal is rendelkezett, hogy a tiszta hangszínű témák kellőképpen tudjanak megszólalni. A Kramer Nightswan modellje minőségi hangszer volt Campbell szerint, de gyorsan túllépett rajta, mivel az agresszív stílusához nem passzolt. A későbbiekben nem is sikerült tartós pályát befutnia a hangszernek. A Whitesnake után a bluesos hard rock együttes a Riverdogs tagja lett, melynek az első albumán szerepelt. Ekkor kezdte használni hivatalosan a legelső személyre szabott gitárját, amelyhez Soldano SLO-100 erősítöt használt. A számára gyártott Anderson Strat-modell eredeti példánya egy kék hangszer, de további hat még van Campbell birtokában. Elmondása szerint elképesztően minőségi és sokoldalú hangszer, amiben satus, lebegős tremoló rendszer is be van építve. Ekkoriban nemcsak a felszerelése, hanem a stílusa is sokat módosult. Játéka sokat érett, kevésbé volt fura és metalos. Technikája kifinomultabb és ellenőrzöttebb lett, és noha megtartotta a sebességét is, de sokkal finomabb, bluesosabb, dallamosabb és célzottabb lett a stílusa. Előtérbe került az érzés és a dallamok, szólói rövidebbek és sokkal inkább lényegretörőbbek lettek. Ekkoriban néha wah-wah pedált is alkalmazott amit korábban a Dio-ban nem használt. Hangzása a 90-es évek elejére sokkal melegebb, simább és kellemesebb lett. 1992-ben csatlakozott a Def Leppardhoz, ahol karakteres stílusa nem kap jelentős teret, mivel az együttesben betöltött szerepe, csak a másodgitárosi posztra korlátozódik.
Campbell híres arról, hogy a különösen vastag húrokat preferálja. A Sweet Savage és a korai DIO-időkben kilences majd tizes húrokat használt, majd a Whitesnake tagjaként kénytelen volt egy speciális nyolcas szettet használni. Visszaemlékezése szerint, szinte újra kellett tanulnom gitározni, olyan szokatlan volt ennyire vékony húrokon játszani. Olyan, addig nem tapasztalt hozzáállást követelt ez a célként kitűzött, gyors, könnyed játékmód, ami teljesen idegen volt nekem, nem csoda, hogy egy év elteltével el is vesztettem minden érdeklődésemet iránta. A Riverdogs tagjaként már újra tizes húrokat használt, majd az idő haladásával egyre vastagabbak után kezdett kutatni. Egy ideje tizenhármas húrokat használ, amiben az is közrejátszik, hogy a Def Leppardban pár szólót kivéve csak ritmusgitározik. A riffek pedig vastagabb húrokon sokkal jobban szólnak véleménye szerint. Kemoterápiás kezelése során némileg vissza kellett vennie a tizenhármas húrvastagságból, mivel a kemóterápia tönkretette az ujjbegyein a bőrkeményedéseket, és így már fájdalmat jelentettek a vastag húrok. A tizenhármas húrok használatát azzal is magyarázza, hogy 1996 óta kizárólag Gibson Les Paul gitárokat használ, amelyhez a vastagabb húrok passzolnak jobban. Noha sok típusú hangszer megfordult kezei között, és nagyra értékeli a  Tom Anderson modelljeit is, elmondása szerint a Les Paul a kedvenc hangszere, lehetőleg egy Marshall 900-hoz csatlakoztatva. Amikor nekiálltunk a Slang albumnak, újra elővettem a Les Pault. Olyan érzés volt, mintha hazatértem volna. Ez az a gitár, amit nekem találtak ki, teljesen természetesen idomulunk egymáshoz. Akárhogy is nézzük, Les Paul-arc vagyok, az útkereső superstrat-korszakom csak megerősítette, hogy nekem a Gibson Les Paul való.

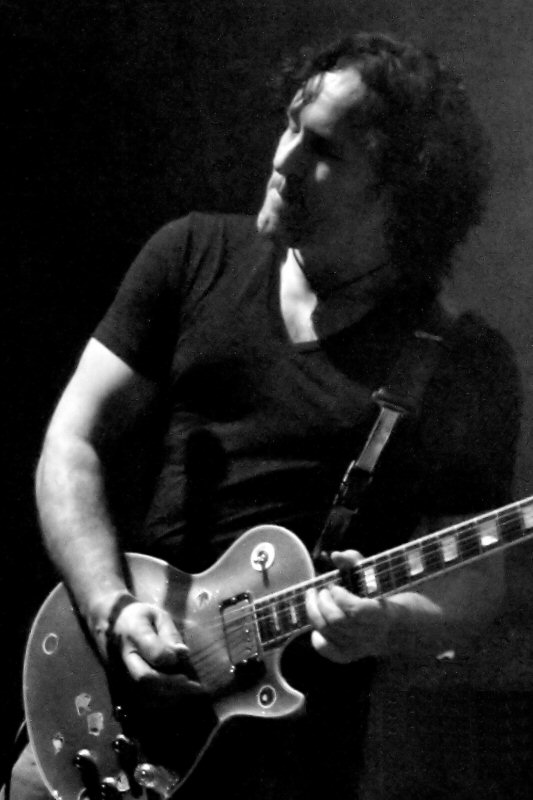
Alec MacKellaig fotója egy Thin Lizzy koncerten

## Diszkográfia

### Sweet Savage
- Take No Prisoners/Killing Time (1981)
- Whiskey in the Jar

### Dio
- Holy Diver (1983)
- The Last in Line (1984)
- Sacred Heart (1985)
- The Dio E.P. (1986)
- Intermission (1986)
- At Donington UK: Live 1983 & 1987 (2010)

### Hear 'N Aid
- Hear ’n Aid – részvétel a Stars dalban (1986)

### Whitesnake
- Give Me All Your Love ('88-as keverés gitárszólójában)

### Lou Gramm szólóalbum
- Long Hard Look (1989)

### Riverdogs
- Riverdogs (1990)
- World Gone Mad (2011)
- California (2017)

### Shadow King
- Shadow King (1991)

### Def Leppard
- Retro Active (1993)
- Slang (1996)
- Euphoria (1999)
- X (2002)
- Yeah! (2006)
- Songs from the Sparkle Lounge (2008)
- Mirror Ball – Live & More (2011)
- Viva! Hysteria  (2013)
- Def Leppard (2015)

### Clock
- Through Time (1998)

### Szólóban
- Two Sides of If (2005)

### Last in Line
- Heavy Crown (2016)
- II (2019)

### Vendégzenészként
- Vixen – Vixen (1988); akusztikus gitáron a Desperate dalban.
- Gotthard – Gotthard (1992)
- L.A. Zoo, Bunny Brunel, Tone Center, 1998
- Steel Panther – All You Can Eat (2014); gitárszóló a Gangbang at the old folks home dalban.